# Boomadders
Boomadders (Atheris) zijn een geslacht van slangen uit de familie adders (Viperidae) en de onderfamilie echte adders (Viperinae).

## Naam en indeling
De wetenschappelijke naam van de groep werd voor het eerst voorgesteld door Edward Drinker Cope in 1862. De slangen werden eerder aan andere geslachten toegekend, zoals Adenorhinos, Toxicoa en Echis.
Er zijn 18 soorten, inclusief twee soorten die pas in 2020 zijn beschreven; Atheris hetfieldi en Atheris mongoensis.

## Verspreiding en habitat
Boomadders komen voor in grote delen van Centraal-Afrika en leven in de landen Kenia, Oeganda, Kameroen, Equatoriaal-Guinea, Centraal-Afrikaanse Republiek, Congo-Kinshasa, Congo-Brazzaville, Gabon, Angola, Togo, Ghana, Nigeria, Soedan, Mozambique, Zambia, Tanzania, Rwanda, Burundi, Malawi, Ivoorkust, Equatoriaal-Guinea, Guinee, Sierra Leone en Liberia.
De habitat bestaat uit vochtige tropische en subtropische bossen, zowel in laaglanden als in bergstreken, en in tropische en subtropische scrublands. Ook in door de mens aangepaste streken zoals plantages en landelijke tuinen kunnen de dieren worden aangetroffen.

## Beschermingsstatus
Door de internationale natuurbeschermingsorganisatie IUCN is aan acht soorten een beschermingsstatus toegewezen. Een soort wordt beschouwd als 'veilig' (Least Concern of LC), twee soorten als 'onzeker' (Data Deficient of DD), twee soorten als 'kwetsbaar' (Vulnerable of VU) en twee soorten als 'bedreigd' (Endangered of EN). De soort Atheris matildae ten slotte wordt beschouwd als 'ernstig bedreigd' (Critically Endangered of CR).

## Soorten
Het geslacht omvat de volgende soorten, met de auteur en het verspreidingsgebied.
| Naam                                 | Auteur                            | Verspreidingsgebied |
| ------------------------------------ | --------------------------------- | --- |
| Atheris acuminata                    | Broadley, 1998                    | Oeganda |
| Atheris anisolepis                   | Mocquard, 1887                    | Gabon, Congo-Brazzaville, Congo-Kinshasa |
| Atheris barbouri                     | Loveridge, 1930                   | Tanzania |
| Atheris broadleyi                    | Lawson, 1999                      | Kameroen, Centraal-Afrikaanse Republiek, Nigeria, Congo-Brazzaville                                                                                         |
| Atheris ceratophora                  | Werner, 1896                      | Tanzania |
| Atheris chlorechis                   | Pel, 1851                         | Guinee, Sierra Leone, Liberia, Ivoorkust, Ghana, Togo, Nigeria, Kameroen                                                                                    |
| Atheris desaixi                      | Ashe, 1968                        | Kenia |
| Atheris hetfieldi                    | Ceríaco, Marques, Bauer, 2020     | Equatoriaal-Guinea (Bioko) |
| Atheris hirsuta                      | Ernst & Rödel, 2002               | Ivoorkust, Ghana |
| Stekelige bosadder (Atheris hispida) | Laurent, 1955                     | Congo-Kinshasa, Oeganda, Kenia, Tanzania |
| Atheris katangensis                  | Witte, 1953                       | Congo-Kinshasa, Zambia |
| Atheris mabuensis                    | Branch & Bayliss, 2009            | Mozambique |
| Atheris matildae                     | Menegon, Davenport & Howell, 2011 | Tanzania |
| Atheris mongoensis                   | Collet & Trape, 2020              | Congo-Kinshasa |
| Atheris nitschei                     | Tornier, 1902                     | Tanzania, Rwanda, Burundi, Oeganda, Congo-Kinshasa, Malawi, Zambia                                                                                          |
| Atheris rungweensis                  | Bogert, 1940                      | Tanzania, Zambia, Malawi |
| Atheris squamigera                   | Hallowell, 1854                   | Kenia, Oeganda, Kameroen, Equatoriaal-Guinea, Centraal-Afrikaanse Republiek, Congo-Kinshasa, Congo-Brazzaville, Gabon, Angola, Togo, Ghana, Nigeria, Soedan |
| Atheris subocularis                  | Fischer, 1888                     | Kameroen |